# Byron LaBeach
Byron Truman LaBeach (* 11. Oktober 1930 in Kingston; † 12. Dezember 2021 in Kalifornien, Vereinigte Staaten) war ein jamaikanischer Leichtathlet.

## Leben
Byron LaBeach schied bei den Olympischen Spielen 1952 in Helsinki über 100 m im Viertelfinale aus. In der 4 × 100-m-Staffel kam er nicht zum Einsatz. Bei den Zentralamerika- und Karibikspielen 1954 hingegen konnte er mit der 4 × 100- und 4 × 400-m-Staffel Gold gewinnen.
Byron LaBeach wurde als jüngster von sechs Söhnen in der jamaikanischen Hauptstadt Kingston geboren. Da seine Familie zuvor in Panama gelebt hatte, wurden alle seine Brüder dort geboren. Aus diesem Grund nahmen Lloyd LaBeach und Samuel LaBeach für Panama an Olympischen Spielen teil.
Byron LaBeach besuchte ab 1946 dort das St. George’s College in Kingston. Später studierte LaBeach an der Morgan State University sowie am California State College.